# Суховерський Тарас
Тара́с Сухове́рський (*20.19.1910?, Великий Кучурів, Герцогство Буковина, Австро-Угорська імперія — †29 березня 1985, Сідней, Австралія) — голова Української громади Сіднея (1960—1961), донор Канадського інституту українських студій.
Закінчив Чернівецький університет в 1935.
На урядових посадах в Чернівцях, Львові, Лінці (Австрія).
Від 1949 в Австралії, Сідней, співвласник фірми «Baro Timber».
Від 1950-х рр. член екзекутиви і теренового проводу ОУН-м, голова, господарчо-фінансової комісії (до 1974), тереновий провідник (1974—1976).
Голова Української Громади Сіднея (1960-1961).